# Voriconazol
Voriconazol (Handelsname VFend; Hersteller: Pfizer) ist ein Arzneistoff zur Behandlung von Patienten mit schweren Pilzinfektionen (Mykosen). Voriconazol ist ein Hemmer der Ergosterin-Biosynthese und gehört zur Substanzklasse der Azol-Antimykotika.

## Aufnahme und Bioverfügbarkeit
Voriconazol hat nach peroraler Gabe eine Bioverfügbarkeit von ca. 96 % der applizierten Dosis. Die maximale Plasmakonzentration von Voriconazol wird 1 bis 2 Stunden nach Gabe erreicht.
Die Substanz wird als Pulver zur Herstellung eines Saftes oder einer Infusionslösung angeboten.

## Verstoffwechselung (Metabolismus)
Die Verstoffwechselung von Voriconazol erfolgt in der Leber mittels der Cytochrom-P450-Enzyme CYP2C19, CYP2C9 und CYP3A4. Der Hauptmetabolit von Voriconazol ist das N-Voriconazoloxid (72 % aller Voriconazol-Metaboliten).

## Wechselwirkungen (Interaktionen)
- Carbamazepin
- Barbiturate wie Phenobarbital, Butalbital
- Rifampicin
- Sirolimus
- Terfenadin
- Astemizol
- Cisaprid
- Ciclosporin
- Tacrolimus
- Gerinnungshemmer wie Phenprocoumon, Warfarin und Coumarin
- Benzodiazepine' wie Midazolam, Alprazolam
- Calcium-Antagonisten wie Felodipin, Nifedipin
- Rifabutin
- Phenytoin: Die gleichzeitige Einnahme von Voriconazol und Phenytoin senkt die Cmax und AUC von Voriconazol um 50–70 %. Entsprechend wird die Wirkung von Voriconazol durch Phenytoin abgeschwächt. Da durch Voriconazol Cmax und AUC von Phenytoin erheblich erhöht werden, ist eine regelmäßige Spiegelkontrolle von Phenytoin in kürzeren Abständen als sonst üblich erforderlich.
- Omeprazol: Die gleichzeitige Anwendung von Omeprazol und Voriconazol steigert die AUC und maximale Konzentration (Cmax) von Voriconazol um etwa 15 % beziehungsweise 40 %. Dies führt zu einer Wirkungsverstärkung von Voriconazol. Eine Dosisanpassung (Senkung) von Voriconazol wird allerdings nicht empfohlen. Die Cmax und AUC von Omeprazol wird durch Voriconazol um das Zweifache erhöht. Sofern bei Patienten unter Omeprazol-Therapie eine Behandlung mit Voriconazol begonnen werden soll, sollte die Omeprazol-Dosis (sofern >40 mg/Tag) halbiert werden.

## Anwendungsgebiete
Voriconazol ist ein Azol der 2. Generation mit guter und breiter In-vitro-Aktivität gegen Schimmelpilze. Es wird bei schweren systemischen Pilzinfektionen (Mykosen), insbesondere invasiven Aspergillosen angewendet. Auch ansonsten therapierefraktäre Infektionen mit den beim Menschen seltenen Infektionserregern Scedosporium spp. (vor allem Scedosporium apiospermium und Scedosporium prolificans) und Fusarium spp. einschl. Fusarium solani werden mit Voriconazol behandelt. Nicht wirksam ist Voriconazol gemäß Abele-Horn gegen Zygomyzeten.